# Rachel Specter
Rachel Sarah Specter est une actrice américaine née le 9 avril 1980.

## Filmographie

### Actrice

#### Cinéma
- 2005 : Edison : Tour Guide (en tant que Rachel Sarah Specter)
- 2005 : Special Ed : Sonny's Date
- 2006 : Cœurs perdus : Janice
- 2006 : Double Riposte : DEA Agent #2
- 2007 : My Sexiest Year : Sue Ryker
- 2007 : White Air : Michelle
- 2008 : Bald : Caroline Goldman
- 2008 : Extreme Movie : Blonde
- 2008 : Le bal de l'horreur : Taylor
- 2008 : Super_blonde : Courtney
- 2009 : Deep in the Valley : Bambi
- 2009 : Ma mère, ses hommes et moi : Sherry (en tant que Rachel Spector)
- 2010 : Breakdance Academy : Pamela Harris
- 2011 : Le Mytho - Just Go With it : Lisa Hammond
- 2020 : C'est nous les héros (We Can Be Heroes) de Robert Rodriguez

#### Courts-métrages
- 2007 : Cash Cow
- 2010 : Stasis

#### Télévision

##### Séries télévisées
- 2003 : Des jours et des vies : College Girl
- 2004-2009 : Entourage : Rozzie / Kimmel PA
- 2005 : Ce que j'aime chez toi : Amy
- 2005 : Gilmore Girls : Whitney
- 2005 : One on One : Carlotta
- 2005 : Preuve à l'appui : Daniella
- 2006 : How I Met Your Mother : Girl #2
- 2007 : Exes & Ohs : Paula
- 2008-2009 : My Long Distance Relationship : Samantha
- 2009 : Les experts: Manhattan : Sarah Morris
- 2009 : The CollegeHumor Show : Jessica
- 2017 : Crazy Ex-Girlfriend : Infirmière #2

##### Téléfilms
- 2005 : Almost Funny : Tara
- 2006 : After Midnight: Life Behind Bars : Aurora
- 2007 : American Family : Amy Foster
- 2007 : Not Another High School Show : Spring
- 2008 : Living with Abandon : Jasmine
- 2009 : My Long Distance Relationship : Samantha

### Productrice
- 2015-2018 : Crazy Ex-Girlfriend

### Parolière
- 2016-2017 : Crazy Ex-Girlfriend

### Scénariste
- 2011 : Les frères Scott
- 2014 : Cougar Town
- 2015-2018 : Crazy Ex-Girlfriend